# Hana (Vorname)
Hana ist ein weiblicher Vorname.

## Herkunft und Bedeutung
Für den Namen Hana existieren unterschiedliche Etymologien.
- arabisch هناء Hana, Hanaa: „Freude“, „Glück“.[1][2]
- japanisch 花 bzw. 華 hana: „Blume“.[3]
- koreanisch 하나 hana: „Eins“[4]

Darüber hinaus ist Hana im Tschechischen, Slowakischen, Slowenischen, Kroatischen und Sorbischen eine Variante von Hanna.

## Verbreitung
In Slowenien (Rang 4, Stand 2020) und Bosnien-Herzegowina (Rang 7, Stand 2020) erfreut sich der Name Hana großer Beliebtheit. Darüber hinaus ist er auch in Kroatien (Rang 20, Stand 2021) und Tschechien (Rang 44, Stand 2019) verbreitet. In Tschechien sinkt die Popularität des Namens seit einigen Jahren. Von den 1940ern bis in die Mitte der 1980er Jahre hinein war der Name dort permanent unter den 10 beliebtesten Mädchennamen.
Auch im arabischen Sprachraum ist der Name relativ geläufig, während er in Japan und Korea seltener vorkommt.

## Varianten
- 花 bzw. 華 hana
  - Chinesisch: 花 huā
  - Vietnamesisch: 花 hoa

- weitere Varianten: siehe Hanna

## Bekannte Namensträgerinnen
- Hana Ajiashvili (* 1972), georgisch-israelische Komponistin
- Hana Androníková (1967–2011), tschechische Schriftstellerin
- Hana Benešová (* 1975), tschechische Leichtathletin (Sprint)
- Hana Blažíková (* 1980), tschechische Sopranistin und Harfenistin
- Hana Bořkovcová (1927–2009), tschechoslowakische Schriftstellerin, Überlebende des Holocaust
- Hana Brady (1931–1944), tschechisches Opfer des Nationalsozialismus
- Hana Dostalová (* 1975), tschechische Biathletin
- Hana Elhebshi (* 1985), libysche Architektin und Aktivistin
- Hana Frejková (* 1945), tschechische Schauspielerin
- Hana Gaddafi (* 1985), libysche Medizinerin, Adoptivtochter des libyschen Diktators Muammar al-Gaddafi
- Hana Geißendörfer (* 1984), deutsch-englische Produzentin, Autorin und Regisseurin
- Hana Greenfield (1926–2014), israelische Schriftstellerin, Verlegerin und Überlebende des Holocaust
- Hana Hegerová (1931–2021), slowakische Chansonnière und Schauspielerin
- Hana Klapalová (* 1982), tschechische Beachvolleyballspielerin
- Hana Kučerová-Záveská (1904–1944), tschechoslowakische Architektin und Designerin
- Hana Librová (* 1943), tschechische Biologin und Soziologin
- Hana Maciuchová (1945–2021), tschechische Schauspielerin
- Hana Mae Lee (* 1988), koreanisch-US-amerikanische[1] Schauspielerin, Model, Komikerin und Modedesignerin
- Hana Sofia Lopes (* 1990), luxemburgisch-portugiesische Schauspielerin
- Hana Mandlíková (* 1962), tschechische Tennisspielerin
- Hana Mašková (1949–1972), tschechische Eiskunstläuferin
- Hana Matelová (* 1990), tschechische Tischtennisspielerin
- Hana Ponická (1922–2007), slowakische Schriftstellerin
- Hana Růžičková (1941–1981), tschechoslowakische Turnerin, Olympiateilnehmerin 1960 und 1964
- Hana Ševčíková (* 1970), tschechische Filmschauspielerin und Schlagzeugerin
- Hana Slivková (1923–1984), slowakische Schauspielerin
- Hana Usui (* 1974), japanische Künstlerin
- Hana Vymazalová (* 1978), tschechische Ägyptologin
- Hana Yoshida (* 2005), japanische Eiskunstläuferin
- Hana Zejdová (* 1962), tschechische Segelfliegerin, Europameisterin und Weltrekordhalterin